# Suiriri
A Suiriri a madarak (Aves) osztályának verébalakúak (Passeriformes) rendjébe és a királygébicsfélék (Tyrannidae) családjába tartozó nem.

## Rendszerezés
A nembe az alábbi 2 faj tartozik:
- Suiriri islerorum
- szuiriri  (Suiriri suiriri)
  - Suiriri suiriri affinis (Burmeister, 1856)[2] - egyes besorolások szerint önálló faj Suiriri affinis néven[3]